# Rita Meurer
Rita Meurer (* 27. November 1956) ist eine ehemalige deutsche Weitspringerin.
1979 wurde sie Deutsche Vizemeisterin in der Halle und Fünfte bei den Leichtathletik-Halleneuropameisterschaften in Wien.
Rita Meurer startete für den TuS 04 Leverkusen.

## Persönliche Bestleistungen
- Weitsprung: 6,44 m, 26. Mai 1980, Fürth
- 100 m: 11,83 s, 1. Juli 1978, Dormagen (handgestoppt: 11,4 s, 23. Juli 1978, Recklinghausen)
- 200 m: 23,82 s, 27. Juli 1978, Dormagen

| Personendaten    | Personendaten           |
| ---------------- | ----------------------- |
| NAME             | Meurer, Rita            |
| KURZBESCHREIBUNG | deutsche Weitspringerin |
| GEBURTSDATUM     | 27. November 1956       |